# Yeşilli (district)
Yeşilli is een Turks district in de provincie Mardin en telt 17.892 inwoners (2007). Het district heeft een oppervlakte van 48,1 km².
De bevolkingsontwikkeling van het district is weergegeven in onderstaande tabel.
| 1997   | 2000   | 2007   |
| ------ | ------ | ------ |
| 16.292 | 22.026 | 17.892 |